# Bevinamatti, Hungund
Bevinamatti là một làng thuộc tehsil Hungund, huyện Bagalkot, bang Karnataka, Ấn Độ.